# Hull City Association Football Club 2014-2015
Questa voce raccoglie le informazioni riguardanti l'Hull City Association Football Club nelle competizioni ufficiali della stagione 2014-2015.

## Stagione
Il manager Steve Bruce viene confermato dopo la buona stagione precedente. L'Hull City è impegnato già da fine luglio nei turni preliminari di Europa League. Nel terzo turno preliminare la squadra inglese supera i cechi dell'AS Trenčín con un 2-1 complessivo maturato nella gara di ritorno. Ai play-off per entrare nella fase a gironi, l'Hull deve affrontare i belgi del KSC Lokeren. Dopo la sconfitta per 1-0 in Belgio, i Tigers vincono 2-1 al KC Stadium ma vengono eliminati a causa della regola dei gol fuori casa.
L'esordio in Premier League vede i nero-ambra battere a domicilio il neopromosso Queens Park Rangers per un gol a zero.

## Maglie e sponsor
Lo sponsor ufficiale è Cash Converters mentre lo sponsor tecnico è Umbro.
| Casa | Trasferta | Terza divisa |  |

## Organigramma societario
Aggiornato al 20 agosto 2014
- Steve Bruce - Manager
- Steve Agnew - Assistente Manager
- Keith Bertschin - Allenatore prima squadra
- Stephen Clemence - Allenatore Riserve
- Gary Walsh - Allenatore Portieri
- Will Royall - Preparatore Atletico
- Rob Price - Medico Sociale
- Stuart Leake - Fisioterapista

- Stan Ternent - Capo selezionatore
- Terry Darracott - Scout
- Tony Pennock - Manager
- Steve Croudson - Allenatore Portieri
- Billy Russell - Resp. Settore Giovanile
- Daral Pugh - Capo Allenatori
- Duncan Robson - Fisioterapista

- Assem Allam - Proprietario
- Ehab Allam - Vice Proprietario

## Rosa
Rosa aggiornate al 2 settembre 2014.
| N. |                             | Ruolo | Calciatore               |
| -- | --------------------------- | ----- | ------------------------ |
| 1  | Scozia (bandiera)           | P     | Allan McGregor           |
| 2  | Inghilterra (bandiera)      | D     | Liam Rosenior            |
| 3  | Honduras (bandiera)         | D     | Maynor Figueroa          |
| 4  | Irlanda del Nord (bandiera) | D     | Alex Bruce               |
| 5  | Inghilterra (bandiera)      | D     | James Chester            |
| 6  | Inghilterra (bandiera)      | D     | Curtis Davies (capitano) |
| 7  | Irlanda (bandiera)          | C     | David Meyler             |
| 8  | Inghilterra (bandiera)      | C     | Tom Huddlestone          |
| 9  | Uruguay (bandiera)          | A     | Abel Hernández           |
| 10 | Scozia (bandiera)           | C     | Robert Snodgrass         |
| 11 | Irlanda (bandiera)          | C     | Robert Brady             |
| 12 | Inghilterra (bandiera)      | D     | Harry Maguire            |
| 14 | Inghilterra (bandiera)      | C     | Jake Livermore           |
| 15 | Irlanda (bandiera)          | D     | Paul McShane             |
| 16 | Svizzera (bandiera)         | P     | Eldin Jakupović          |

| N. |                              | Ruolo | Calciatore             |
| -- | ---------------------------- | ----- | ---------------------- |
| 17 | Cambogia (bandiera)          | C     | Mohamed Diamé          |
| 18 | Croazia (bandiera)           | A     | Nikica Jelavić         |
| 20 | Costa d'Avorio (bandiera)    | A     | Yannick Sagbo          |
| 21 | Inghilterra (bandiera)       | D     | Michael Dawson         |
| 22 | Inghilterra (bandiera)       | P     | Steve Harper           |
| 23 | Inghilterra (bandiera)       | A     | Tom Ince               |
| 24 | Nigeria (bandiera)           | A     | Sone Aluko             |
| 25 | Uruguay (bandiera)           | C     | Gastón Ramírez         |
| 26 | Scozia (bandiera)            | D     | Andrew Robertson       |
| 27 | Egitto (bandiera)            | C     | Ahmed Al-Muhammadi     |
| 29 | Irlanda (bandiera)           | C     | Stephen Quinn          |
| 31 | Irlanda (bandiera)           | D     | Brian Lenihan          |
| 32 | Antigua e Barbuda (bandiera) | A     | Calaum Jahraldo-Martin |
| 34 | Francia (bandiera)           | A     | Hatem Ben Arfa         |

## Calciomercato

### Sessione estiva(dall'1/7 all'1/9)
| Acquisti         | Acquisti         | Acquisti      | Acquisti                    |
| R.               | Nome             | da            | Modalità                    |
| ---------------- | ---------------- | ------------- | --------------------------- |
| A                | Abel Hernández   | Palermo       | definitivo (12 milioni €)   |
| A                | Robert Snodgrass | Norwich City  | definitivo (7,5 milioni €)  |
| C                | Jake Livermore   | Tottenham     | definitivo (7 milioni €)    |
| C                | Mohamed Diamé    | West Ham Utd  | definitivo (4,4 milioni €)  |
| D                | Michael Dawson   | Tottenham     | definitivo (3,77 milioni €) |
| D                | Andrew Robertson | Dundee        | definitivo (3,6 milioni €)  |
| D                | Harry Maguire    | Sheffield Utd | definitivo (3,16 milioni €) |
| A                | Tom Ince         | svincolato    |                             |
| D                | Brian Lenihan    | Cork City     | definitivo                  |
| C                | Gastón Ramírez   | Southampton   | prestito                    |
| A                | Hatem Ben Arfa   | Newcastle Utd | prestito                    |
| Altre operazioni |                  |               |                             |
| R.               | Nome             | da            | Modalità                    |
| D                | Conor Townsend   | Dundee Utd    | fine prestito               |
| D                | Joe Dudgeon      | Barnsley      | fine prestito               |
| P                | Mark Oxley       | Hibernian     | fine prestito               |

| Cessioni         | Cessioni        | Cessioni    | Cessioni                    |
| R.               | Nome            | a           | Modalità                    |
| ---------------- | --------------- | ----------- | --------------------------- |
| A                | Shane Long      | Southampton | definitivo (14,9 milioni €) |
| A                | George Boyd     | Burnley     | definitivo (3,8 milioni €)  |
| A                | Nick Proschwitz | Brentford   | definitivo (0 €)            |
| C                | Robert Koren    |             | fine contratto              |
| C                | Conor Henderson |             | fine contratto              |
| A                | Matty Fryatt    |             | fine contratto              |
| D                | Abdoulaye Faye  |             | fine contratto              |
| C                | Cameron Stewart |             | fine contratto              |
| Altre operazioni |                 |             |                             |
| R.               | Nome            | a           | Modalità                    |
| D                | Conor Townsend  | Dundee Utd  | prestito                    |
| D                | Joe Dudgeon     | Barnsley    | prestito                    |
| P                | Mark Oxley      | Hibernian   | prestito                    |

## Risultati

### Premier League
| Arbitro: | Craig Pawson |

|  |           |             |
|  | Marcatori | 52’ Chester |

| Arbitro: | Jonathan Moss |

|             |           |               |
| Jelavić 42’ | Marcatori | 83’ Shawcross |

| Arbitro: | Mark Clattenburg |

|                            |           |             |
| Agbonlahor 14’ Weimann 36’ | Marcatori | 74’ Jelavić |

| Arbitro: | Martin Atkinson |

|                         |           |                        |
| Hernández 39’ Diamé 64’ | Marcatori | 50’ Valencia 67’ Sakho |

| Arbitro: | Neil Swarbrick |

|                |           |                       |
| Cissé 73’, 87’ | Marcatori | 48’ Jelavić 68’ Diamé |

| Arbitro: | Anthony Taylor |

|                                         |           |                                      |
| Mangala 21’ (aut.) Hernández 32’ (rig.) | Marcatori | 7’ Agüero 11’, 68’ Džeko 87’ Lampard |

| Arbitro: | Mike Dean |

|                       |           |  |
| Diamé 60’ Jelavić 89’ | Marcatori |  |

| Arbitro: | Roger East |

|                           |           |                         |
| Sánchez 13’ Welbeck 90+1’ | Marcatori | 17’ Diamé 46’ Hernández |

| Liverpool 25 ottobre 2014, ore 16:00 CEST 9ª giornata | Liverpool      | 0 – 0 referto | Hull City | Anfield (44.591 spett.)\| Arbitro: \| Neil Swarbrick \| |
| Arbitro:                                              | Neil Swarbrick |               |           |                                                         |

| Arbitro: | Martin Atkinson |

|  |           |            |
|  | Marcatori | 3’ Wanyama |

| Arbitro: | Mark Clattenburg |

|            |           |  |
| Barnes 50’ | Marcatori |  |

| Arbitro: | Craig Pawson |

|              |           |                      |
| Livermore 8’ | Marcatori | 61’ Kane 90’ Eriksen |

| Arbitro: | Anthony Taylor |

|                                        |           |  |
| Smalling 16’ Rooney 42’ van Persie 66’ | Marcatori |  |

| Arbitro: | Robert Madley |

|            |           |           |
| Lukaku 34’ | Marcatori | 59’ Aluko |

| Kingston upon Hull 6 dicembre 2014, ore 16:00 CET 15ª giornata | Hull City      | 0 – 0 referto | West Bromwich | KC Stadium (23.279 spett.)\| Arbitro: \| Michael Oliver \| |
| Arbitro:                                                       | Michael Oliver |               |               |                                                            |

| Arbitro: | Chris Foy |

|                        |           |  |
| Hazard 7’ D. Costa 68’ | Marcatori |  |

| Arbitro: | Mark Clattenburg |

|  |           |        |
|  | Marcatori | 15’ Ki |

| Arbitro: | Andre Marriner |

|            |           |                                       |
| Johnson 1’ | Marcatori | 32’ Ramírez 51’ Chester 90+6’ Jelavić |

| Arbitro: | Phil Dowd |

|  |           |            |
|  | Marcatori | 32’ Mahrez |

| Arbitro: | Kevin Friend |

|                            |           |  |
| Elmohamady 33’ Jelavić 43’ | Marcatori |  |

| West Bromwich 10 gennaio 2015, ore 16:00 CET 21ª giornata | West Bromwich | 3 – 0 | Hull City | The Hawthorns |

| Londra 17 gennaio 2015, ore 16:00 CET 22ª giornata | West Ham Utd | 3 – 0 | Hull City | Upton Park |

| Kingston upon Hull 31 gennaio 2015, ore 16:00 CET 23ª giornata | Hull City | 0 – 3 | Newcastle Utd | KC Stadium |

| Manchester 7 febbraio 2015, ore 16:00 CET 24ª giornata | Manchester City | 1 – 1 | Hull City | Etihad Stadium |

| Kingston upon Hull 10 febbraio 2015, ore 20:45 CET 25ª giornata | Hull City | 2 – 0 | Aston Villa | KC Stadium |

| Kingston upon Hull 21 febbraio 2015, ore 16:00 CET 26ª giornata | Hull City | 2 – 1 | QPR | KC Stadium |

| Stoke-on-Trent 28 febbraio 2015, ore 16:00 CET 27ª giornata | Stoke City | 1 – 0 | Hull City | Britannia Stadium |

| Kingston upon Hull 3 marzo 2015, ore 20:45 CET 28ª giornata | Hull City | 1 – 1 | Sunderland | KC Stadium |

| Leicester 14 marzo 2015, ore 16:00 CET 29ª giornata | Leicester City | 0 – 0 | Hull City | King Power Stadium |

| Kingston upon Hull 21 marzo 2015, ore 16:00 CET 30ª giornata | Hull City | 2 – 3 | Chelsea | KC Stadium |

| Swansea 4 aprile 2015, ore 16:00 CEST 31ª giornata | Swansea City | 3 – 1 | Hull City | Liberty Stadium |

| Southampton 11 aprile 2015, ore 16:00 CEST 32ª giornata | Southampton | 2 – 0 | Hull City | St. Mary's Stadium |

| Kingston upon Hull 18 aprile 2015, ore 16:00 CEST 33ª giornata | Hull City | 1 – 0 | Liverpool | KC Stadium |

| Londra 25 aprile 2015, ore 16:00 CEST 34ª giornata | Crystal Palace | 0 – 2 | Hull City | Selhurst Park |

| Kingston upon Hull 2 maggio 2015, ore 16:00 CEST 35ª giornata | Hull City | 1 – 3 | Arsenal | KC Stadium |

| Arbitro: | Martin Atkinson |

|  |           |          |
|  | Marcatori | 62’ Ings |

| Londra 16 maggio 2015, ore 16:00 CEST 37ª giornata    | Tottenham | 2 – 0 | Hull City | White Hart Lane |
| \| \| \| \| \| Chadli 54’ Rose 61’ \| Marcatori \| \| |           |       |           |                 |
|                                                       |           |       |           |                 |
| Chadli 54’ Rose 61’                                   | Marcatori |       |           |                 |

| Kingston upon Hull 24 maggio 2015, ore 16:00 CEST 38ª giornata | Hull City   | 0 – 0 | Manchester Utd | KC Stadium (24.745 spett.)\| Arbitro: \| Lee Probert \| |
| Arbitro:                                                       | Lee Probert |       |                |                                                         |

### UEFA Europa League

#### Terzo turno preliminare
| Žilina 31 luglio 2014, ore 19:00 UTC+2 Gara di andata | AS Trenčín   | 0 – 0 referto | Hull City | Štadión pod Dubňom (8.254 spett.)\| Arbitro: \| Davide Massa \| |
| Arbitro:                                              | Davide Massa |               |           |                                                                 |

| Arbitro: | Bas Nijhuis |

|                            |           |          |
| Al-Muhammadi 27’ Aluko 80’ | Marcatori | 2’ Malec |

#### Play-off
| Arbitro: | Matej Jug |

|             |           |  |
| Vanaken 58’ | Marcatori |  |

| Arbitro: | Ovidiu Alin Hațegan |

|                      |           |             |
| Brady 6’, 55’ (rig.) | Marcatori | 49’ Remacle |

### FA Cup

#### Terzo turno
| Londra 4 gennaio 2015, ore 18:30 CET                          | Arsenal   | 2 – 0 | Hull City | Emirates Stadium |
| \| \| \| \| \| Mertesacker 20’ Sánchez 82’ \| Marcatori \| \| |           |       |           |                  |
|                                                               |           |       |           |                  |
| Mertesacker 20’ Sánchez 82’                                   | Marcatori |       |           |                  |

### Football League Cup

#### Terzo Turno
| Arbitro: | Phil Dowd |

|                                    |           |                    |
| Ideye 15’ McAuley 87’ Berahino 88’ | Marcatori | 41’ Ince 50’ Brady |

## Statistiche

### Statistiche di squadra
Statistiche aggiornate al 26 dicembre 2014
| Competizione        | Punti | In casa | In casa | In casa | In casa | In casa | In casa | In trasferta | In trasferta | In trasferta | In trasferta | In trasferta | In trasferta | Totale | Totale | Totale | Totale | Totale | Totale | DR  |
| Competizione        | Punti | G       | V       | N       | P       | Gf      | Gs      | G            | V            | N            | P            | Gf           | Gs           | G      | V      | N      | P      | Gf     | Gs     | DR  |
| ------------------- | ----- | ------- | ------- | ------- | ------- | ------- | ------- | ------------ | ------------ | ------------ | ------------ | ------------ | ------------ | ------ | ------ | ------ | ------ | ------ | ------ | --- |
| Premier League      | 34    | 18      | 5       | 4       | 9       | 19      | 24      | 18           | 3            | 6            | 9            | 14           | 25           | 36     | 8      | 10     | 18     | 33     | 49     | -16 |
| UEFA Europa League  | -     | 2       | 2       | 0       | 0       | 4       | 2       | 2            | 0            | 1            | 1            | 0            | 1            | 4      | 2      | 1      | 1      | 4      | 3      | +1  |
| FA Cup              | -     | 0       | 0       | 0       | 0       | 0       | 0       | 1            | 0            | 0            | 1            | 0            | 2            | 1      | 0      | 0      | 1      | 0      | 2      | -2  |
| Football League Cup | -     | 0       | 0       | 0       | 0       | 0       | 0       | 1            | 0            | 0            | 1            | 2            | 3            | 1      | 0      | 0      | 1      | 2      | 3      | -1  |
| Totale              | 34    | 20      | 7       | 4       | 9       | 23      | 26      | 22           | 3            | 7            | 11           | 16           | 31           | 42     | 10     | 11     | 21     | 39     | 57     | -18 |

### Andamento in campionato
| Giornata  | 1 | 2 | 3 | 4  | 5  | 6  | 7  | 8  | 9  | 10 | 11 | 12 | 13 | 14 | 15 | 16 | 17 | 18 | 19 | 20 | 21 | 22 | 23 | 24 | 25 | 26 | 27 | 28 | 29 | 30 | 31 | 32 | 33 | 34 | 35 | 36 | 37 | 38 |
| --------- | - | - | - | -- | -- | -- | -- | -- | -- | -- | -- | -- | -- | -- | -- | -- | -- | -- | -- | -- | -- | -- | -- | -- | -- | -- | -- | -- | -- | -- | -- | -- | -- | -- | -- | -- | -- | -- |
| Luogo     | T | C | T | C  | T  | C  | C  | T  | T  | C  | T  | C  | T  | T  | C  | T  | C  | T  | C  | C  | T  | T  | C  | T  | C  | C  | T  | C  | T  | C  | T  | T  | C  | T  | C  | C  | T  | C  |
| Risultato | V | N | P | N  | N  | P  | V  | N  | N  | P  | P  | P  | P  | N  | N  | P  | P  | V  | P  | V  | P  | P  | P  | N  | V  | V  | P  | N  | N  | P  | P  | P  | V  | V  | P  | P  | P  | N  |
| Posizione | 6 | 6 | 9 | 10 | 10 | 16 | 11 | 11 | 10 | 14 | 15 | 17 | 17 | 17 | 18 | 19 | 19 | 17 | 17 | 15 | 18 | 18 | 18 | 17 | 15 | 15 | 15 | 15 | 15 | 15 | 15 | 17 | 16 | 15 | 17 | 18 | 18 | 18 |

Fonte:  Premier League – Classifiche, su sport.sky.it, sport.sky.it (archiviato dall'url originale il 19 agosto 2014).
Legenda:

Luogo: C = Casa; T = Trasferta. Risultato: V = Vittoria; N = Pareggio; P = Sconfitta.